# Toots Hibbert
Frederick Nathaniel "Toots" Hibbert, född 8 december 1942 i May Pen i Jamaica, död 11 september 2020 i Kingston i Jamaica, var en jamaicansk sångare och låtskrivare i reggae- och ska-gruppen Toots and the Maytals. Under sin sex decennier långa karriär var han en pionjär som bidrog till att lägga grunderna för reggaemusiken. Hibberts låt från 1968, "Do the Reggay", anses ha gett upphov till namnet på genren.
Hibberts föräldrar var engagerade i sjundedagsadventisterrna så hans uppväxt präglades av gospelmusik och kyrkokören. Föräldrarna dog unga, så han fick flytta till sin äldre bror i Trenchtown, ett område nära Jamaicas huvudstad Kingston.

## Karriär

### 1960-tal
År 1961 bildade Hibbert, som tidigt var en multiinstrumentalist, gruppen Toots and the Maytals tillsammans med ungdomsvännerna Raleigh Gordon and Jerry Matthias, och de fick snart sällskap av Jackie Jackson och Paul Douglas. Enligt Hibbert är anspelar gruppens namn – Maytals – på Rastafaris ord för att "göra det rätta".
I mitten av 1960-talet blev the Maytals en av mest populära grupperna på  Jamaica, efter inspelningar med producenter som Coxsone Dodd, Prince Buster, Byron Lee, Ronnie Nasralla och Leslie Kong. Tre gånger vann de Jamaicas "National Popular Song Contest" med låtar Hibbert skrivit: 1966 med "Bam Bam", 1969 med "Sweet and Dandy" och 1972 med "Pomps & Pride".
År 1966 dömdes Hibbert till 18 månaders fängelse för innehav av marijuana, en upplevelse som inspirerade till en av hans mest kända låtar: "54-46 That´s My Number".
I boken The Rise of Reggae and the influence of Toots and the Maytals (2016), skrev Matthew Sherman:
In the winter of 1968, the cool rocksteady beat gave way to a faster, brighter, more danceable sound. Reggae was born. Toots heralded the new sound with the seminal, complex groove monster "Do the Reggay" advertising "the new dance, going around the town." Toots wanted "to do the Reggae, with you!" …From '69 to '71, Toots could do no wrong recording for Leslie Kong. With the consistent nucleus of musicians, the Beverley's All-Stars (Jackie Jackson, Winston Wright, Hux Brown, Rad Bryan, Paul Douglas, and Winston Grennan) and The Maytals' brilliant harmonizing, Toots wrote and sang his unmistakable voice about every subject imaginable.

### 1970-tal
I den epokgörande reggaefilmen The Harder They Come (1972) – i vilken huvudrollsinnehavaren Jimmy Cliffs karaktär Ivan påminner om Hibberts tidiga liv – spelade Toots and the Maytals sin egen låt "Sweet and Dandy". Filmens soundtrack inkluderade även deras hitlåt från 1969, "Pressure Drop".
År 1975 släpps Funky Kingston, Toots and the Maytals första skiva på Islands Records, som fick översvallande bra kritik.

### Senare 1900-tal
År 1980 tog de sig in i Guinness rekordbok, sedan de släppt albumet Live! mindre än 24 timmar efter konserten på Hammersmith i London. Efter nästa platta, Knock Out! (1981), gick originalmedlemmarna skilda vägar, och Hibbert ägnade några år åt en solokarriär. Hans Greatest hits-album från 1988,Toots In Memphis, nominerades för en Grammy. I mitten av 1990-talet återstartade Hibbert "Maytals", utan originalmedlemmarna Gordon och Mathias.

### 2000-tal
År 2004 medverkade Hibbert på  Willie Nelsons album Outlaws and Angels. Han turnerade världen runt, och vann 2005 sin första Grammy för Best Reaggae Album för hans och bandets platta True Love. 
År 2011 figurerade han i BBC-dokumentären Reggae Got Soul: The Story of Toots and the Maytals. På nyårsafton samma år medverkade han när Red Hot Chili Peppers framförde en cover på "Louie Louie" på en privat fest på St. Barts anordnad av den ryske miljardären Roman Abramovich. 
2013 skadades han i huvudet av en flaska som kastats av en åskådare vid River Rock-festivalen i Richmond, Virginia, och fick ställa in flera månaders turnerande. Trots Hibberts vädjan till rätten att inte straffa kastaren dömdes denne till sex månader fängelse. 
Så sent som 2018 gästade Toots and the Maytals Jimmy Fallons Tonight Show där de förutom hit-låten "Funky Kingston" framförde den nya låten "Marley".

#### Covid-19
I augusti 2020 rapporterades att Hibbert lagts i medicinskt koma, och 12 september 2020 meddelades att han avlidit i komplikationer orsakade av Covid-19.

## Utmärkelser
Toots and the Maytals album True Love belönades 2005 med en Grammy för bästa reggaealbum. År 2010 rankades Hibbert på plats 71 i tidskriften Rolling Stones lista "100 Greatest Singers of All Time". I augusti 2012 meddelades att han förärats medaljen Order of Jamaica, landets femte högsta utmärkelse.

## Diskografi i urval
- Funky Kingston (Island, 1975)
- Reggae Got Soul (Island, 1976)
- Pass the Pipe (Mango, 1979)
- Just Like That (Mango, 1980)
- Toots Live (Mango, 1980)
- Reggae Greats: Toots and the Maytals (Mango, 1984)
- Toots in Memphis (Mango, 1988)
- Time Tough: The Anthology (Island, 1996)
- True Love (V2 Records, 2004)